# Charles Heisch
Charles Heisch, né le 2 août 1820 à Blackheath et mort à Brighton le 2 janvier 1892, est un chimiste britannique.

## Biographie
Il est le plus jeune des fils de Frederick Heisch, un entrepreneur. Il fait des études de chimie et devient en 1842 l'assistant du docteur Leeson à l'hôpital de Saint-Thomas en chimie analytique. En parallèle, il forme dans cet hôpital un musée d'anatomie. Chargé de cours en chimie à partir de 1848 au Middlesex Hospital de Londres, il occupe ce poste durant vingt ans. En 1868, il est superintendant de l'examen des gaz de Londres.
Il est un des membres fondateurs de la Society for Analytical Chemistry qu'il préside en 1881-1882 après en avoir été le secrétaire.
On lui doit de nombreux articles de chimie analytique en particulier sur l'eau potable et la photographie.

## Publication
- 1863 : The Elements of Photography